# Fehérvári Alfréd
Fehérvári Alfréd, Grédinger (1925. november 18. – 2007. március 30.) labdarúgó, fedezet, edző. Fehérvári Gábor Alfréd (1990–) előadóművész nagyapja.

## Pályafutása
A Mosoni Kühne csapatában kezdte a labdarúgást. 1945 és 1947 között a Győri MÁV-DAC együttesében szerepelt. 1947 őszétől a Győri Vasas ETO játékosa lett. 13 idényen át volt a győriek labdarúgója. Az aktív labdarúgást 1960-ban fejezte be.
1970 és 1972 között a Haladás vezetőedzője volt. 67 alkalommal ült a kispadon élvonalbeli mérkőzésen. Két évig volt a Győri ETO szakosztályvezetője. Az ETO öregfiúk edzéseit is vezette.

## Sikerei, díjai
- Magyar bajnokság
  - 6.: 1952, 1953